# Gryf (chordofony)
Gryf (szyjka, plamka) – drewniany element występujący w większości instrumentów strunowych (m.in. w skrzypcach, w gitarze) nad którym rozpięte są struny. 
Wierzchnia część nazywana jest podstrunnicą. Najbardziej wysunięta część gryfu, gdzie znajdują się stroiki lub kołki, które służą do regulacji naciągu strun, nazywa się główką (lub "głową").

## Budowa gryfu
Gryf ma zazwyczaj przekrój D lub C-kształtny. W przypadku instrumentów, w których siła naciągu strun jest duża (np. gitara akustyczna czy elektryczna) przez gryf jest poprowadzony pręt napinający (tzw. napinacz - truss rod). Napinacz wraz z twardym drewnem, z którego gryf się wykonuje (jesion, mahoń) zabezpiecza go przed nadmiernym wygięciem i utrzymuje go w odpowiedniej krzywiźnie.

## Sposoby mocowania gryfu (gitara)
- Bolt-on – przykręcany do korpusu za pomocą śrub
- Wklejany – podobnie jak Bolt-on, jednak mocowany przy użyciu kleju
- Neck-thru (właśc. neck-through-body) – przedłużenie gryfu stanowi centralną część korpusu
- Set-thru neck – połączenie bolt-on oraz neck-thru – gryf jest przedłużony i wchodzi głębiej w korpus, stanowi jednak osobny kawałek drewna
- Set-in – gryf jest łączony z korpusem za pomocą złączy ciesielskich poprzecznych i jaskółczych ogonów.